# Barry Jones (baron Jones)
Pour les articles homonymes, voir Barry Jones et Jones.
Stephen Barry Jones, baron Jones (né le 26 juin 1937) est un homme politique du parti travailliste britannique.

## Jeunesse
Jones fait ses études à Hawarden Grammar school et au Bangor College of Education. Enseignant, il est président du Syndicat national des enseignants du comté de Flint. Il sert également pendant deux ans dans les Royal Welch Fusiliers.

## Carrière politique
Jones se présente pour la première fois au Parlement à Northwich en 1966 sans succès, bien qu'il ait réduit la majorité conservatrice de 4 385 à 703 voix. Il est député d'East Flintshire de 1970 à 1983.
Il est sous-secrétaire d'État parlementaire pour le Pays de Galles de 1974 à 1979 et est élu député d'Alyn et Deeside de 1983 à 2001.
En 1994, Jones est nommé par le Premier ministre comme membre du nouveau Comité du renseignement et de la sécurité à l'époque, où il siège jusqu'en 2001; lorsque le Comité est dissous. À l'élection générale de cette année-là, Jones prend sa retraite de la Chambre des communes et est fait pair à vie avec le titre baron Jones, de Deeside dans le comté de Clwyd. Jones est remplacé comme député d'Alyn et Deeside par Mark Tami.
À l'occasion de l'anniversaire de la reine en 1999, Jones est nommé membre du Conseil privé du Royaume-Uni.
En 2007, il est élu président de NEWI (université de Glyndŵr). Il est installé comme chancelier de l'université en 2009.
Lord Jones est élu vice-président de l'association caritative Attend en 2013 et occupe actuellement ce poste. Il est également président du Deeside Business Forum, un forum de défense des intérêts des entreprises basé sur Deeside Industrial Park,. Lord Jones est président de l'Association des cadets de l'Armée du Pays de Galles.et est un parrain de la Force des cadets de l'armée[réf. nécessaire].